# شهرک آلبانی، بخش هارلن، نبراسکا
شهرک البانی، بخش هارلن، نبراسکا (به انگلیسی: Albany Township, Harlan County, Nebraska) یک منطقهٔ مسکونی در ایالات متحده آمریکا است که در نبراسکا واقع شده‌است.

## خصوصیات
شهرک البانی ۹۲٫۲۹ کیلومترمربع مساحت و ۵۲ نفر جمعیت دارد و ۶۹۵ متر بالاتر از سطح دریا واقع شده‌است.